# Ворошиловский
Вороши́ловский — посёлок в Россошанском районе Воронежской области.
Входит в состав Копёнкинского сельского поселения.

## Население
| 2010 |
| ---- |
| 241  |

## Улицы
- ул. Верхняя,
- ул. Дружбы,
- ул. Молодёжная,
- ул. Новая,
- ул. Ульяновская.